# لیگ دسته دوم فوتبال ایران ۷۶-۱۳۷۵
رقابتهای جام آزادگان که در دهه هفتاد لیگ دسته دوم فوتبال ایران نامیده می‌شد در سال ۷۶_۱۳۷۵ برگزار گردید و در پایان تیم فجر سپاسی شیراز به مقام قهرمانی دست یافت. ۴ تیم به لیگ آزادگان ۱۳۷۶ صعود کردند.